# Seema Antil
Seema Antil également connue comme Seema Punia ou Seema Punia Antil (née le 27 juillet 1983 à Sonipat) est une athlète indienne, spécialiste du lancer du disque.

## Biographie

### Palmarès
| Date | Compétition                   | Lieu                | Résultat | Marque  |
| ---- | ----------------------------- | ------------------- | -------- | ------- |
| 2001 | Championnats d'Asie juniors   | Bandar Seri Begawan | 2e       | 53,04 m |
| 2002 | Championnats du monde juniors | Kingston            | 3e       | 55,83 m |
| 2002 | Championnats d'Asie juniors   | Bangkok             | 3e       | 57,40 m |
| 2006 | Jeux du Commonwealth          | Melbourne           | 2e       | 60,56 m |
| 2010 | Jeux du Commonwealth          | New Delhi           | 3e       | 58,46 m |
| 2014 | Jeux du Commonwealth          | Glasgow             | 2e       | 61,61 m |
| 2014 | Jeux asiatiques               | Incheon             | 1re      | 61,03 m |
| 2018 | Jeux du Commonwealth          | Gold Coast          | 2e       | 60,41 m |
| 2018 | Jeux asiatiques               | Jakarta             | 3e       | 62,26 m |
| 2023 | Jeux asiatiques               | Hangzhou            | 3e       | 58,62 m |

### Records
| Épreuve          | Performance | Lieu | Date        |
| ---------------- | ----------- | ---- | ----------- |
| Lancer du disque | 64,84 m     | Kiev | 8 août 2004 |